# Telmatoscopus falcariformis
Telmatoscopus falcariformis är en tvåvingeart som först beskrevs av Wagner 1977.  Telmatoscopus falcariformis ingår i släktet Telmatoscopus och familjen fjärilsmyggor. Inga underarter finns listade i Catalogue of Life.